# Elachertus charondas
Elachertus charondas är en stekelart som först beskrevs av Walker 1839.  Elachertus charondas ingår i släktet Elachertus och familjen finglanssteklar. Arten är reproducerande i Sverige. Inga underarter finns listade i Catalogue of Life.